# شيرزود هوسانوف
شيرزود هوسانوف (مواليد 27 يناير 1980) هو ملاكم أوزباكستاني، مثّل بلاده في الألعاب الأولمبية الصيفية في دورتي 2000 و2004.

## روابط خارجية
شيرزود هوسانوف على موقع بوكس ريك (الإنجليزية) (registration required)
- شيرزود هوسانوف على موقع اللجنة الأولمبية الدولية (الإنجليزية)
- شيرزود هوسانوف على موقع أوليمبيديا (الإنجليزية)